# Lure of the Yukon (film 1924)
Lure of the Yukon è un film muto del 1924 diretto da Norman Dawn.
Fu l'ultimo film della carriera di Eagle Eye.

## Trama
Sourdough McCraig e la figlia Sue partono per l'Alaska, alla ricerca dell'oro. La ragazza, però, è inseguita da Dan Baird ma, quando viene raggiunta da Dan, trova aiuto in Bob Force. Alla morte del padre, Sue viene rapita da Dan: Bob batte l'avversario e conquista la ragazza.

## Produzione
Il film fu prodotto dalla Norman Dawn Alaskan Company con il titolo di lavorazione The Trail of Broken Hearts.
Venne girato in Alaska.

## Distribuzione
Distribuito dalla Lee-Bradford Corporation, il film uscì nelle sale cinematografiche USA il 1º agosto 1924.